# Motion (Allen Toussaint)
| Recensione       | Giudizio |
| ---------------- | -------- |
| AllMusic         | [ 1 ]    |
| Robert Christgau | C+       |

Motion è un album discografico di Allen Toussaint, pubblicato dalla casa discografica Warner Bros. Records nell'agosto del 1978.

## Tracce
Lato A
Testi e musiche di Allen Toussaint, eccetto dove indicato.
1. Night People – 4:16
2. Just a Kiss Away – 4:08
3. With You in Mind – 3:42
4. Lover of Love – 3:14 (Naomi Neville)
5. To Be with You – 3:25

Lato B
Testi e musiche di Allen Toussaint.
1. Motion – 6:01
2. Viva La Money – 3:31
3. Declaration of Love – 4:37
4. Happiness – 3:25
5. The Optimism Blues – 3:04

## Musicisti
- Allen Toussaint - voce (non accreditato su LP), pianoforte elettrico
- Richard Tee - pianoforte acustico
- Larry Carlton - chitarra
- Robert Popwell - basso
- Chuck Rainey - basso
- Jeff Porcaro - batteria
- Victor Feldman - percussioni
- Paulinho Da Costa - percussioni
- Etta James - accompagnamento vocale-cori (brani: Motion, With You in Mind, Viva La Money, Declaration of Love e Night People)
- Bonnie Raitt - accompagnamento vocale-cori (brani: Motion, With You in Mind, Viva La Money, Declaration of Love e Night People)
- Rosemary Butler - accompagnamento vocale-cori (brani: Motion, With You in Mind, Viva La Money, Declaration of Love e Night People)
- Julia Tillman - accompagnamento vocale-cori (brani: Happiness e The Optimism Blues)
- Maxine Willard - accompagnamento vocale-cori (brani: Happiness e The Optimism Blues)
- Venetta Fields - accompagnamento vocale-cori (brani: Happiness e The Optimism Blues)
- Julia Tillman - accompagnamento vocale-cori (brano: To Be with You)
- Maxine Willard - accompagnamento vocale-cori (brano: To Be with You)
- Jessica Smith - accompagnamento vocale-cori (brano: To Be with You)
- Allen Toussaint - arrangiamento strumenti a fiato (brani: Viva La Money, Just a Kiss Away e Happiness)
- Nick De Caro - arrangiamento strumenti a fiato e strumenti ad arco (brani: To Be with You, Motion, With You in Mind e Declaration of Love)

Note aggiuntive
- Jerry Wexler - produttore
- Registrazioni effettuate al Cherokee Recording Studios di Hollywood, California
- Dee Robb - ingegnere delle registrazioni
- Joe Chicarelli e Richard Leech - assistenti ingegnere delle registrazioni
- Parti vocali registrate al Sea-Saint Recording Studio di New Orleans, California
- Skip Godwin - ingegnere delle registrazioni
- Remixato da Paul Wexler al Warner Bros. Recording Studios di North Hollywood, California
- Lee Herschberg - ingegnere del remixaggio
- Dee Robb - ingegnere del remixaggio nel brano: Night People
- Ed Thrasher - art direction
- Mario Casilli - fotografia
- Ron Coro/Gribbitt! - design[5]